# Copa do Mundo de Clubes da FIFA
A Copa do Mundo de Clubes (português brasileiro) ou Campeonato do Mundo de Clubes (português europeu), oficialmente FIFA Club World Cup (em inglês), também conhecida como Campeonato Mundial de Clubes ou simplesmente Mundial de Clubes, foi o antigo nome e formato da competição anual de futebol organizada pela FIFA e disputada entre os clubes campeões das seis confederações continentais, CONMEBOL (América do Sul), CONCACAF (América do Norte, Central e Caribe), UEFA (Europa), CAF (África), AFC (Ásia) e OFC (Oceania), além do representante do país-sede (o campeão do campeonato nacional do país organizador). Disputado em 2000 e de 2005 a 2023, foi renomeado e continuado como Copa Intercontinental da FIFA a partir de 2024.

## História

### Antecedentes
A FIFA, em seu site, descreveu o Troféu Sir Thomas Lipton como a primeira tentativa de organizar uma copa do mundo de clubes. A Copa Rio Internacional de 1951, competição organizada pela CBD com o auxílio de dirigentes da FIFA, foi referida como o primeiro torneio de dimensão mundial, global, intercontinental de clubes ou a "primeira competição mundial de clubes". Em 2014, de acordo com documento oficial da entidade, outorgou-se o status de campeão mundial ao vencedor desta competição, o brasileiro Palmeiras.
Em outubro de 2017, a FIFA também outorgou o status de campeão mundial aos vencedores da Copa Intercontinental, após pedido do presidente da Conmebol, Alejandro Domínguez. Este torneio foi organizado de 1960 até 1979 por meio de uma parceria entre CONMEBOL e UEFA e a partir de 1980 pela Associação de Futebol do Japão (com a supervisão das confederações continentais), sendo renomeada nesta época para Copa Europeia/Sul-Americana Toyota, por motivos de patrocínio.
A Copa Intercontinental é entendida pela FIFA como a precursora direta da Copa do Mundo de Clubes, pois "absorvida" por esta em 2005. A segunda edição do certame da FIFA teve "Campeonato Mundial de Clubes da FIFA Copa Toyota" como nome oficial, sendo que a partir de 2006, além da mudança para "Copa do Mundo de Clubes", seria excluída a referência à Toyota. Em que pese, a empresa do setor de automóveis continuou a patrocinar o evento.

### O primeiro mundial de clubes organizado pela FIFA
Em 1999 a FIFA anunciou que no mês de janeiro de 2000, realizaria o primeiro mundial de clubes organizado pela entidade. A competição teria a participação de clubes representantes de todas as federações continentais filiadas à FIFA, mesmo que nem todos os times tenham sido campeões de suas competições continentais.
Por fim, a primeira edição da competição ocorreu em janeiro de 2000 no Brasil, e foi vencida pelo Corinthians.

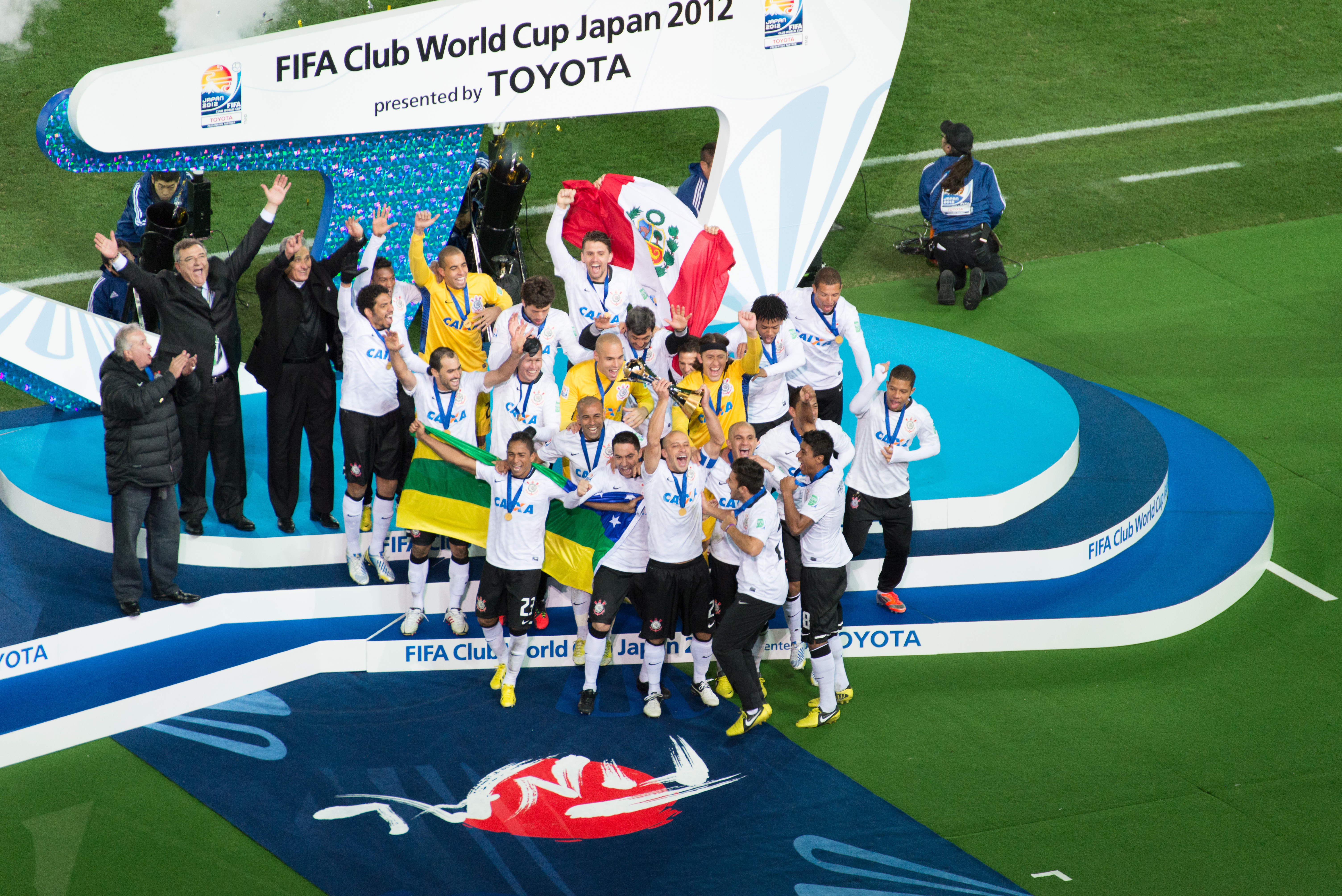
O clube brasileiro Corinthians foi a primeira equipe a conquistar a Copa do Mundo de Clubes da FIFA, em 2000, e repetiu o feito em 2012 (foto acima).

O anúncio da realização da Copa do Mundo de Clubes da FIFA a partir de 2000 levou o jornal O Estado de S. Paulo a supor que a edição de 1999 poderia ser a última edição da Copa Intercontinental. Porém, o mesmo jornal em sua edição de 30 de novembro de 1999 confirmou que os patrocinadores da Copa Intercontinental tinham um acerto com UEFA e CONMEBOL para a realização da mesma até 2003. A FIFA, por outro lado, não conseguiu realizar sua Copa do Mundo de Clubes em 2001, 2002 e 2003, pois a edição de 2001 (prevista para julho e agosto de 2001) foi, em 18 de maio de 2001, postergada para 2003 e depois cancelada, em função de problemas com patrocinadores e parceiros da FIFA, sobretudo a ISL. Em fevereiro de 2004, a FIFA anunciou a intenção de relançar seu Mundial de Clubes. Após negociações entre a FIFA e os organizadores e patrocinadora da Copa Intercontinental (UEFA, CONMEBOL e Toyota), em maio de 2004 foi anunciado que a Intercontinental seria disputada pela última vez em 2004, e que a partir de 2005 ela seria substituída pela Copa do Mundo de Clubes da FIFA.

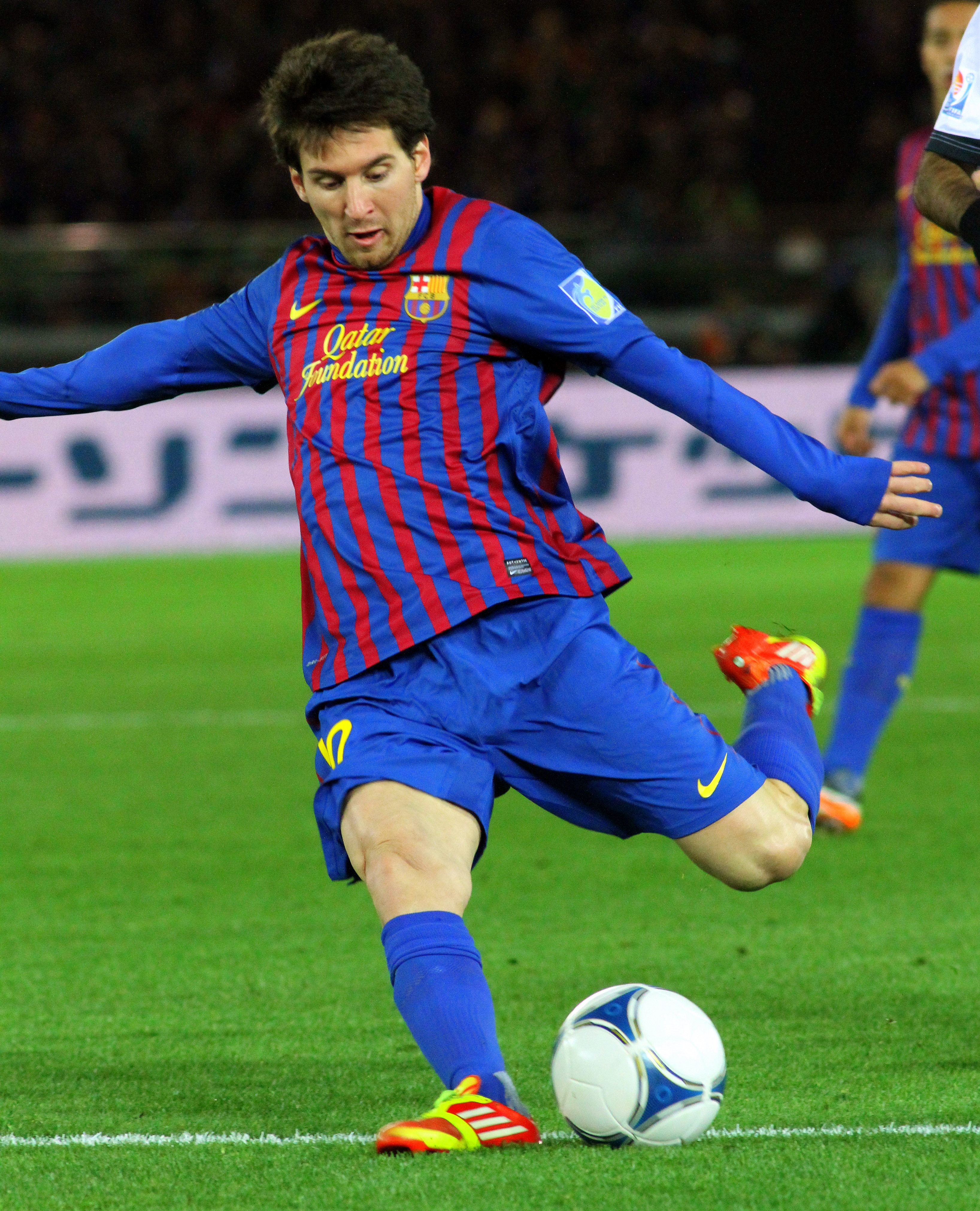
O argentino Lionel Messi, do clube espanhol Barcelona, foi o melhor jogador da Copa do Mundo de Clubes da FIFA em 2009 e 2011, além de ter sido o artilheiro da competição nesse mesmo ano.

### Efetivação

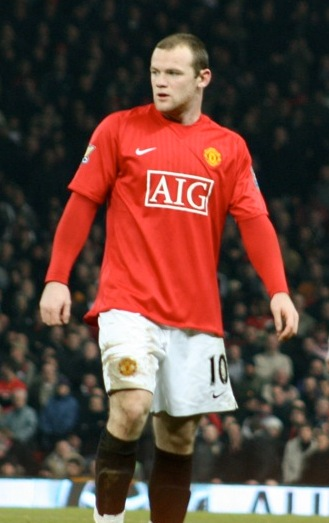
O inglês Wayne Rooney, do Manchester United, foi o artilheiro e melhor jogador da edição de 2008.

A segunda edição da Copa do Mundo de Clubes da FIFA ocorreu, assim, em 2005, e a partir desta edição passaram a participar os campeões então vigentes das seis confederações continentais filiadas à FIFA, com critérios estabelecidos e sem convites: na primeira edição da competição em 2000, o Real Madrid participou como convidado, enquanto os representantes sul-americano e asiático já não eram os campeões vigentes daqueles continentes. Participam da Copa do Mundo de Clubes da FIFA os campeões continentais de UEFA (Europa), CONCACAF (América do Norte, Central e Caribe), CONMEBOL (América do Sul), AFC (Ásia), CAF (África) e OFC (Oceania), ou seja, os campeões de todas as federações continentais.
O mundial teve como nome oficial "Campeonato Mundial de Clubes da FIFA" e viria a ser incorporado definitivamente no calendário futebolístico apenas em 2005. A partir de sua primeira edição, o certame já teve cinco sedes. O torneio de 2000 foi organizado no Brasil, com a final sendo decidida no estádio Maracanã, no Rio de Janeiro. De 2005 a 2008, o Japão foi o país escolhido para abrigar o campeonato, tendo suas finais acontecendo no Estádio Internacional de Yokohama e voltou a recebê-lo nos anos de 2011, 2012, 2015 e 2016. Em 2009, 2010, 2017, 2018 e 2021 o certame ocorreu nos Emirados Árabes Unidos, com a decisão tendo lugar no Estádio Sheikh Zayed, em Abu Dhabi. A realização do torneio nos anos 2013, 2014 e 2022 passou pelo Marrocos e as edições de 2019 e 2020 foram sediadas no Catar.
Foi durante um jogo da Copa do Mundo de Clubes que o goleiro Iker Casillas, do Real Madrid, alcançou a marca de 700 jogos pela equipe, na partida final contra o San Lorenzo que ainda rendeu o título inédito ao Real Madrid.

### Estatísticas e desempenho
A competição teve, até 2023, vinte edições. Os clubes da América do Sul foram campeões em quatro ocasiões, enquanto os europeus venceram as outras dezesseis. Das quatro conquistas sul-americanas, todas são de equipes brasileiras, tendo outro país do continente se sagrado, no máximo, vice-campeão do certame. Já entre as conquistas europeias, oito são da Espanha, quatro da Inglaterra e duas cada da Itália e Alemanha.
Os clubes brasileiros são os únicos não europeus que venceram a competição: Corinthians (2000 e 2012), São Paulo (2005) e Internacional (2006).

Cartaz sobre os times finalistas do Mundial de Clubes da FIFA de 2006, onde o Internacional bateu o Barcelona pelo placar de 1–0 e sagrou-se campeão.

A equipe com mais participação é o Auckland City, da Nova Zelândia, a qual esteve presente nos anos de 2006, 2009, 2011, 2012, 2013, 2014, 2015, 2016, 2017, 2022 e 2023. O país que mais cedeu equipes para a disputa foi o Brasil com dez representantes, já o México é o país com mais aparições na disputa com dezoito classificações.
Na primeira edição, em 2000, dividiu-se os oito participantes em dois grupos, com classificação do primeiro colocado de cada qual para a decisão, que acabou sendo uma final entre brasileiros, Corinthians e Vasco. O Real Madrid ficou em segundo no grupo A, jogando a disputa pelo terceiro lugar, em que perdeu nos penais para o Necaxa do México; o Manchester United ficou em terceiro no grupo B e quinto na classificação geral.
Nas 19 edições do sistema eliminatório efetivado, a partir de 2005, o representante sul-americano foi eliminado na semifinal seis vezes, enquanto o time europeu se classificou para todas as decisões e vencendo no tempo normal. Na fórmula estabilizada, o sul-americano e o europeu entravam diretamente na fase de semifinais, em chaves opostas.
Campeão da África, o TP Mazembe (RD Congo) foi o primeiro clube de fora do continente europeu e da América do Sul a disputar uma final de Copa do Mundo de Clubes, após vencer o Internacional na semifinal da edição de 2010. Em 2013, o marroquino Raja Casablanca foi a segunda equipe africana a disputar a final e a primeira representante do país-sede na decisão depois de 2000, ganhando do Atlético Mineiro. O classificado pela vaga do país-sede se classificaria para a final novamente em 2016 e 2018: o japonês Kashima Antlers e o emiradense Al Ain, que venceram Atlético Nacional e River Plate, respectivamente. A primeira presença da CONCACAF na final ocorreu na edição de 2020 (realizada em 2021 por conta da pandemia de COVID-19), após o mexicano Tigres UANL bater o Palmeiras. O primeiro asiático a chegar na final enquanto campeão da Liga dos Campeões da AFC foi o saudita Al-Hilal, ao vencer o Flamengo, pela edição de 2022.
Das seis vezes que o sul-americano jogou a disputa pelo terceiro lugar (2010, 2013, 2016, 2018, 2020 e 2022), venceu quatro e sofreu dois empates nos 120 minutos (2016 e 2020), sendo que em 2020 não se obteve êxito nas penalidades e o Palmeiras tornou-se a única equipe da CONMEBOL a ficar em quarto lugar.
Ao contrário da Copa Intercontinental, em que os números apresentam equilíbrio entre CONMEBOL (22 títulos) e UEFA (21 títulos), na Copa do Mundo de Clubes da FIFA verificou-se amplo domínio do futebol europeu, que venceu 16 das 20 edições. A responsável pela mudança de quadro, segundo alguns, foi a Lei de Bosman, de dezembro de 1995, que proibiu a qualificação de estrangeiro ao jogador nascido na União Europeia enquanto atuar em algum país do bloco. Mesmo na antiga competição mundial já era perceptível uma nova ordem no futebol: de 1996 a 2004, a UEFA ganhou sete vezes e perdeu apenas duas. Outro fator para a vantagem da CONMEBOL na Intercontinental é que a transferência para clubes de diferentes continentes era bem menos comum durante boa parte da existência dessa competição, seja entre jovens atletas ou jogadores consagrados. Com a globalização do futebol, a Europa concentrou os melhores jogadores dos demais continentes. Em 2010, por exemplo, a Inter de Milão foi campeã europeia e mundial sem nenhum italiano entre os 11 titulares e com uma maioria de sul-americanos.

### Mundial de Clubes FIFA e Copa Intercontinental da FIFA: novo torneio, quadrienal e expandido, e a continuação do mundial anual
Em 15 de março de 2019, a FIFA lançou o projeto de uma "nova competição histórica de clubes" elaborada pelo Conselho da FIFA desde 2016 com o comitê stakeholders da entidade e outras partes interessadas, um "novo real torneio de clubes", segundo o presidente Gianni Infantino. De acordo com o presidente, o novo torneio será mais rentável, terá mais jogos e diminuirá os conflitos dos calendários nacionais e as datas FIFA. A proposta foi apresentada pelo conselho da entidade durante reunião em março de 2019 em Bogotá, na Colômbia. A nova competição, inicialmente planejada para ocorrer a partir de 2021, teria a dupla função de substituir os dois torneios que a FIFA considera fracasso de público e crítica: a Copa do Mundo de Clubes e a Copa das Confederações, que teve sua última edição organizada pela Rússia em 2017. 
A ideia era que a competição tivesse 24 clubes: oito da Europa, seis da América do Sul e as demais divididas entre os demais continentes. A FIFA deixou para cada confederação continental definir os critérios de classificação ao Mundial. A Associação de Clubes Europeus foi contra o novo formato. Previsto para ocorrer na China em 2021, a competição teve que ser adiada indefinidamente devido a pandemia de COVID-19, assim como sua existência e continuação pela FIFA. O orçamento da FIFA não incluía uma edição da Copa do Mundo de Clubes em 2022, com o calendário de competições fechado até 2024 e reaberto a partir de 2025.
Porém, em 16 de dezembro de 2022, foi confirmada a edição de 2022 no Marrocos após vários impasses, com o formato das edições anteriores com sete clubes e disputada no início de 2023. Já o novo evento da FIFA foi programado para junho de 2025 nos Estados Unidos, passando a ocorrer a cada quatro anos e com a inclusão de 32 clubes e não 24 como no torneio original planejado para 2021 na China. Em 17 de dezembro de 2023, o Conselho da FIFA definiu que será a primeira edição do novo torneio global da entidade denominado de Mundial de Clubes FIFA (oficialmente escrito em português).
| “                                                                                   | Jogadores competindo e talvez ganhando uma Copa do Mundo para clubes, porque a Copa de Clubes é definitivamente uma Copa do Mundo FIFA. É história, é a primeira. | ” |
| — Gianni Infantino, presidente da FIFA no 75º Congresso da entidade, Assunção 2025, | |   |

| “                                                                   | Estamos escrevendo história aqui na América do Norte. Estamos escrevendo história aqui em Miami a partir de junho de 2025. Pela primeira vez na história, os 32 melhores clubes do mundo competirão em um torneio para determinar, finalmente, quem é o melhor clube do mundo. | ” |
| — Gianni Infantino, presidente da FIFA, site o oficial da entidade, | |   |

Em 2024, estreou o novo formato da competição anual, a Copa Intercontinental da FIFA, uma copa entre os seis campeões continentais atuais, ainda em sistema eliminatório. O chaveamento foi reformado: a UEFA entra diretamente na final, e a outra vaga se dá por um playoff: o ganhador de jogo entre CONMEBOL e CONCACAF contra o ganhador de chave entre AFC, CAF e OFC.

## Critérios de participação
A partir de 2007, participavam os seis campeões continentais atuais mais o campeão nacional da sede.(*)
| Entidade | Continente                         | Classificação                            |
| -------- | ---------------------------------- | ---------------------------------------- |
|          | País anfitrião                     | Campeão nacional do país sede            |
|          | África                             | Campeão da Liga dos Campeões da CAF      |
|          | América do Norte, Central e Caribe | Campeão da Copa dos Campeões da CONCACAF |
|          | América do Sul                     | Campeão da Copa Libertadores da América  |
|          | Ásia                               | Campeão da Liga dos Campeões da AFC      |
|          | Europa                             | Campeão da Liga dos Campeões da UEFA     |
|          | Oceania                            | Campeão da Liga dos Campeões da OFC      |

## Campeões

### Por clube
| País                 | Títulos                           | Vices    | 3º lugar                    | 4º lugar        |
| -------------------- | --------------------------------- | -------- | --------------------------- | --------------- |
| Real Madrid          | 5 (2014, 2016, 2017, 2018 e 2022) |          |                             | 1 (2000)        |
| Barcelona            | 3 (2009, 2011 e 2015)             | 1 (2006) |                             |                 |
| Corinthians          | 2 (2000 e 2012)                   |          |                             |                 |
| Bayern München       | 2 (2013 e 2020)                   |          |                             |                 |
| Liverpool            | 1 (2019)                          | 1 (2005) |                             |                 |
| Chelsea              | 1 (2021)                          | 1 (2012) |                             |                 |
| Internacional        | 1 (2006)                          |          | 1 (2010)                    |                 |
| São Paulo            | 1 (2005)                          |          |                             |                 |
| Milan                | 1 (2007)                          |          |                             |                 |
| Manchester United    | 1 (2008)                          |          |                             |                 |
| Internazionale       | 1 (2010)                          |          |                             |                 |
| Manchester City      | 1 (2023)                          |          |                             |                 |
| River Plate          |                                   | 1 (2015) | 1 (2018)                    |                 |
| Flamengo             |                                   | 1 (2019) | 1 (2022)                    |                 |
| Al-Hilal             |                                   | 1 (2022) |                             | 2 (2019 e 2021) |
| Kashima Antlers      |                                   | 1 (2016) |                             | 1 (2018)        |
| Palmeiras            |                                   | 1 (2021) |                             | 1 (2020)        |
| Vasco da Gama        |                                   | 1 (2000) |                             |                 |
| Boca Juniors         |                                   | 1 (2007) |                             |                 |
| LDU Quito            |                                   | 1 (2008) |                             |                 |
| Estudiantes          |                                   | 1 (2009) |                             |                 |
| Mazembe              |                                   | 1 (2010) |                             |                 |
| Santos               |                                   | 1 (2011) |                             |                 |
| Raja Casablanca      |                                   | 1 (2013) |                             |                 |
| San Lorenzo          |                                   | 1 (2014) |                             |                 |
| Grêmio               |                                   | 1 (2017) |                             |                 |
| Al Ain               |                                   | 1 (2018) |                             |                 |
| Tigres UANL          |                                   | 1 (2020) |                             |                 |
| Fluminense           |                                   | 1 (2023) |                             |                 |
| Al-Ahly              |                                   |          | 4 (2006, 2020, 2021 e 2023) | 2 (2012 e 2022) |
| Monterrey            |                                   |          | 2 (2012 e 2019)             |                 |
| Pachuca              |                                   |          | 1 (2017)                    | 1 (2008)        |
| Urawa Reds           |                                   |          | 1 (2007)                    | 1 (2023)        |
| Necaxa               |                                   |          | 1 (2000)                    |                 |
| Deportivo Saprissa   |                                   |          | 1 (2005)                    |                 |
| Gamba Osaka          |                                   |          | 1 (2008)                    |                 |
| Pohang Steelers      |                                   |          | 1 (2009)                    |                 |
| Al-Sadd              |                                   |          | 1 (2011)                    |                 |
| Atlético Mineiro     |                                   |          | 1 (2013)                    |                 |
| Auckland City        |                                   |          | 1 (2014)                    |                 |
| Sanfrecce Hiroshima  |                                   |          | 1 (2015)                    |                 |
| Atlético Nacional    |                                   |          | 1 (2016)                    |                 |
| América              |                                   |          |                             | 2 (2006 e 2016) |
| Guangzhou Evergrande |                                   |          |                             | 2 (2013 e 2015) |
| Al-Ittihad           |                                   |          |                             | 1 (2005)        |
| Étoile du Sahel      |                                   |          |                             | 1 (2007)        |
| Atlante              |                                   |          |                             | 1 (2009)        |
| Seongnam             |                                   |          |                             | 1 (2010)        |
| Kashiwa Reysol       |                                   |          |                             | 1 (2011)        |
| Cruz Azul            |                                   |          |                             | 1 (2014)        |
| Al-Jazira            |                                   |          |                             | 1 (2017)        |

### Por país
| País                   | Títulos                                             | Vices                                    | 3º lugar                    | 4º lugar                          |
| ---------------------- | --------------------------------------------------- | ---------------------------------------- | --------------------------- | --------------------------------- |
| Espanha                | 8 (2009, 2011, 2014, 2015, 2016, 2017, 2018 e 2022) | 1 (2006)                                 |                             | 1 (2000)                          |
| Brasil                 | 4 (2000, 2005, 2006 e 2012)                         | 6 (2000, 2011, 2017 e 2019, 2021 e 2023) | 3 (2010, 2013 e 2022)       | 1 (2020)                          |
| Inglaterra             | 4 (2008, 2019, 2021 e 2023)                         | 2 (2005 e 2012)                          |                             |                                   |
| Itália                 | 2 (2007 e 2010)                                     |                                          |                             |                                   |
| Alemanha               | 2 (2013 e 2020)                                     |                                          |                             |                                   |
| Argentina              |                                                     | 4 (2007, 2009, 2014 e 2015)              | 1 (2018)                    |                                   |
| México                 |                                                     | 1 (2020)                                 | 4 (2000, 2012, 2017 e 2019) | 5 (2006, 2008, 2009, 2014 e 2016) |
| Japão                  |                                                     | 1 (2016)                                 | 3 (2007, 2008 e 2015)       | 3 (2011, 2018 e 2023)             |
| Arábia Saudita         |                                                     | 1 (2022)                                 |                             | 3 (2005, 2019 e 2021)             |
| Emirados Árabes Unidos |                                                     | 1 (2018)                                 |                             | 1 (2017)                          |
| Equador                |                                                     | 1 (2008)                                 |                             |                                   |
| RD Congo               |                                                     | 1 (2010)                                 |                             |                                   |
| Marrocos               |                                                     | 1 (2013)                                 |                             |                                   |
| Egito                  |                                                     |                                          | 4 (2006, 2020, 2021 e 2023) | 2 (2012 e 2022)                   |
| Coreia do Sul          |                                                     |                                          | 1 (2009)                    | 1 (2010)                          |
| Costa Rica             |                                                     |                                          | 1 (2005)                    |                                   |
| Catar                  |                                                     |                                          | 1 (2011)                    |                                   |
| Nova Zelândia          |                                                     |                                          | 1 (2014)                    |                                   |
| Colômbia               |                                                     |                                          | 1 (2016)                    |                                   |
| China                  |                                                     |                                          |                             | 2 (2013 e 2015)                   |
| Tunísia                |                                                     |                                          |                             | 1 (2007)                          |

### Por confederação
| Confederação | Títulos                                                                                              | Vices                                                                  | 3º lugar                          | 4º lugar                                                         |
| ------------ | --- | ---------------------------------------------------------------------- | --------------------------------- | ---------------------------------------------------------------- |
| UEFA         | 16 (2007, 2008, 2009, 2010, 2011, 2013, 2014, 2015, 2016, 2017, 2018, 2019, 2020, 2021, 2022 e 2023) | 3 (2005, 2006 e 2012)                                                  |                                   | 1 (2000)                                                         |
| CONMEBOL     | 4 (2000, 2005, 2006 e 2012)                                                                          | 11 (2000, 2007, 2008, 2009, 2011, 2014, 2015, 2017, 2019, 2021 e 2023) | 5 (2010, 2013, 2016, 2018 e 2022) | 1 (2020)                                                         |
| AFC          | | 3 (2016, 2018 e 2022)                                                  | 5 (2007, 2008, 2009, 2011 e 2015) | 10 (2005, 2010, 2011, 2013, 2015, 2017, 2018, 2019, 2021 e 2023) |
| CAF          | | 2 (2010 e 2013)                                                        | 4 (2006, 2020, 2021 e 2023)       | 3 (2007, 2012 e 2022)                                            |
| CONCACAF     | | 1 (2020)                                                               | 5 (2000, 2005, 2012, 2017 e 2019) | 5 (2006, 2008, 2009, 2014 e 2016)                                |
| OFC          | |                                                                        | 1 (2014)                          |                                                                  |

## Honras

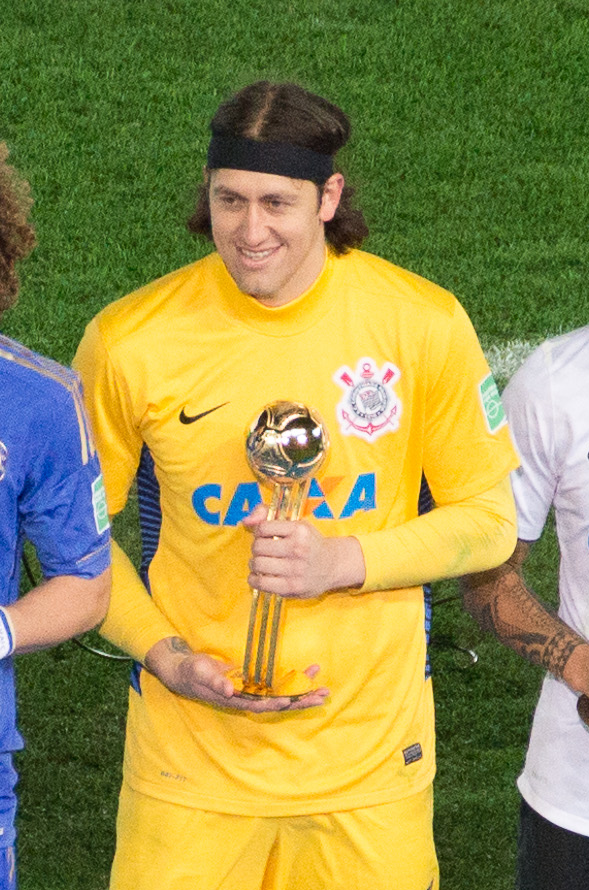
O goleiro brasileiro Cássio, do Corinthians, foi eleito o melhor jogador da edição de 2012.

Diversos prêmios foram distribuídos a cada edição do torneio. Além do artilheiro do campeonato, os três melhores jogadores do certame recebiam as Bolas de Ouro, de Prata e de Bronze, respectivamente. A equipe mais bem comportada e leal levava o Prêmio Fair Play.
Dez jogadores receberam dois prêmios num só ano. Em 2000, Romário, do Vasco da Gama, levou a Bola de Bronze e foi artilheiro, junto a Nicolas Anelka; em 2008, Wayne Rooney, do Manchester United, recebeu a Bola de Ouro e também foi artilheiro assim como Lionel Messi em 2011, Luis Suárez em 2015, ambos do Barcelona e Cristiano Ronaldo, do Real Madrid, em 2016 (em 2017 Ronaldo foi artilheiro e Bola de Prata); em 2013 Mouhcine Iajour, do Raja Casablanca, foi artilheiro ao lado de outros três jogadores e recebeu a Bola de Bronze; Sergio Ramos recebeu a Bola de Ouro e foi artilheiro ao lado de outros dois jogadores em 2014; Gareth Bale foi Bola de Ouro e artilheiro ao lado de Rafael Santos Borré em 2018 e André-Pierre Gignac foi Bola de Prata e artilheiro em 2020.

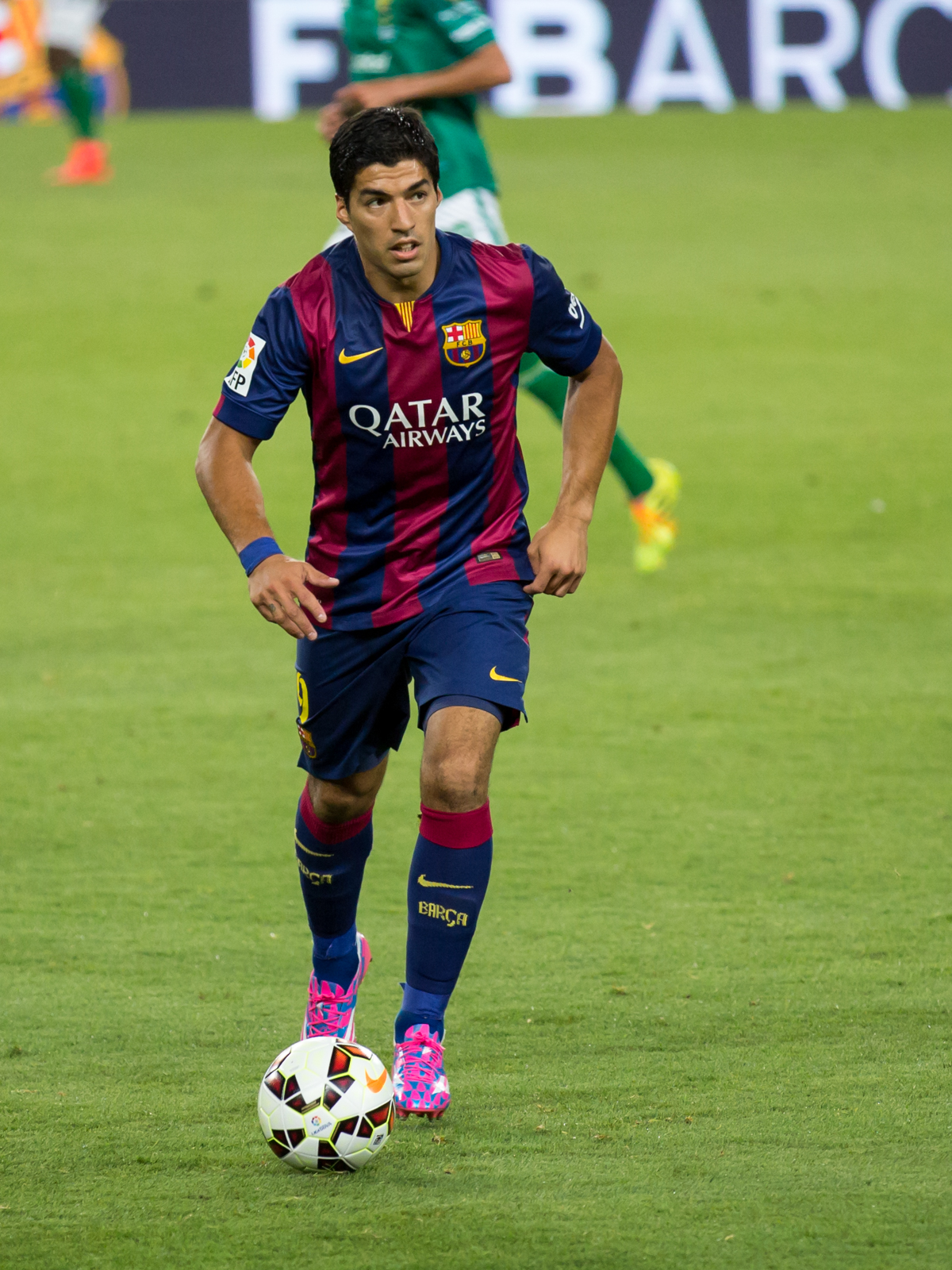
O uruguaio Luis Suárez foi o artilheiro e melhor jogador na edição de 2015, sendo que, nesse mesmo ano, se tornou o maior artilheiro em uma única edição da competição, com 5 gols marcados pelo Barcelona.

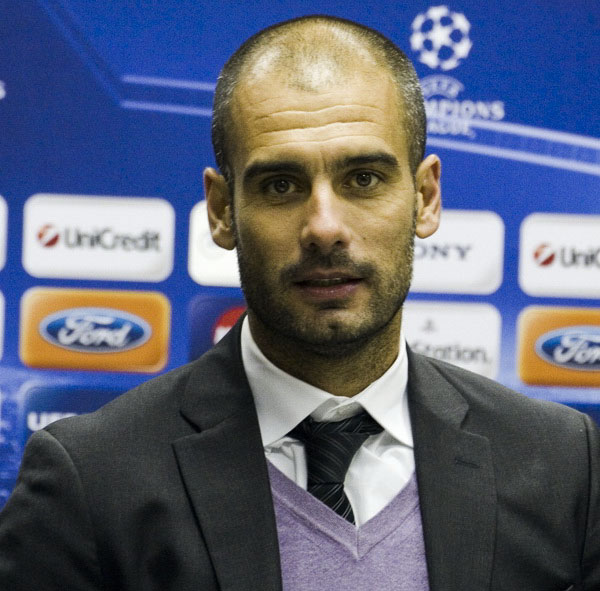
O espanhol Pep Guardiola foi o técnico que mais vezes venceu a Copa do Mundo de Clubes da FIFA com quatro conquistas em 2009, 2011, 2013 e 2023, sendo as duas primeiras pelo Barcelona, a terceira pelo Bayern de Munique e a quarta pelo Manchester City.

| Ano  | Bola de Ouro       | Bola de Prata       | Bola de Bronze         | Artilheiro                                                                | Prêmio Fair Play   |
| ---- | ------------------ | ------------------- | ---------------------- | ------------------------------------------------------------------------- | ------------------ |
| 2000 | Edílson            | Edmundo             | Romário                | Romário (3) Nicolas Anelka (3)                                            | Al Nassr           |
| 2005 | Rogério Ceni       | Steven Gerrard      | Christian Bolaños      | Amoroso (2) Peter Crouch (2) Álvaro Saborío (2) Mohammed Noor (2)         | Liverpool          |
| 2006 | Deco               | Iarley              | Ronaldinho             | Mohamed Aboutrika (3)                                                     | Barcelona          |
| 2007 | Kaká               | Clarence Seedorf    | Rodrigo Palacio        | Washington (3)                                                            | Urawa Red Diamonds |
| 2008 | Wayne Rooney       | Cristiano Ronaldo   | Damián Manso           | Wayne Rooney (3)                                                          | Adelaide United    |
| 2009 | Lionel Messi       | Sebastián Verón     | Xavi                   | Denílson (4)                                                              | Atlante            |
| 2010 | Samuel Eto'o       | Dioko Kaluyituka    | Andrés D'Alessandro    | Mauricio Molina (3)                                                       | Internazionale     |
| 2011 | Lionel Messi       | Xavi                | Neymar                 | Lionel Messi (2) Adriano (2)                                              | Barcelona          |
| 2012 | Cássio             | David Luiz          | Paolo Guerrero         | César Delgado (3) Hisato Sato (3)                                         | Monterrey          |
| 2013 | Franck Ribéry      | Philipp Lahm        | Mouhcine Iajour        | César Delgado (2) Darío Conca (2) Mouhcine Iajour (2) Ronaldinho (2)      | Bayern München     |
| 2014 | Sergio Ramos       | Cristiano Ronaldo   | Ivan Vicelich          | Gareth Bale (2) Gerardo Torrado (2) Sergio Ramos (2)                      | Real Madrid        |
| 2015 | Luís Suárez        | Lionel Messi        | Andrés Iniesta         | Luís Suárez (5)                                                           | Barcelona          |
| 2016 | Cristiano Ronaldo  | Luka Modrić         | Gaku Shibasaki         | Cristiano Ronaldo (4)                                                     | Kashima Antlers    |
| 2017 | Luka Modrić        | Cristiano Ronaldo   | Jonathan Urretaviscaya | Cristiano Ronaldo (2) Maurício Antônio (2) Romarinho (2)                  | Real Madrid        |
| 2018 | Gareth Bale        | Caio                | Rafael Santos Borré    | Gareth Bale (3) Rafael Santos Borré (3)                                   | Real Madrid        |
| 2019 | Mohamed Salah      | Bruno Henrique      | Carlos Eduardo         | Abdelkarim Hassan (3) Hamdou Elhouni (3)                                  | Espérance de Tunis |
| 2020 | Robert Lewandowski | André-Pierre Gignac | Joshua Kimmich         | André-Pierre Gignac (3)                                                   | Al-Duhail          |
| 2021 | Thiago Silva       | Dudu                | Danilo                 | Abdoulay Diaby (2) Raphael Veiga (2) Romelu Lukaku (2) Yasser Ibrahim (2) | Chelsea            |
| 2022 | Vinícius Júnior    | Federico Valverde   | Luciano Vietto         | Pedro (4)                                                                 | Real Madrid        |
| 2023 | Rodri              | Kyle Walker         | Jhon Arias             | Ali Maâloul (2) Julián Álvarez (2) Karim Benzema (2)                      | Al-Ittihad         |

## Participações

### Ano a ano
| Ano  | UEFA              | CONMEBOL          | CONCACAF         | AFC                  | OFC                  | CAF                | País anfitrião      | Convidado      |
| ---- | ----------------- | ----------------- | ---------------- | -------------------- | -------------------- | ------------------ | ------------------- | -------------- |
| 2000 | Manchester United | Vasco da Gama[a]  | Necaxa           | Al-Nassr[a]          | South Melbourne      | Raja Casablanca    | Corinthians[b]      | Real Madrid[c] |
| 2005 | Liverpool         | São Paulo         | Saprissa         | Al-Ittihad           | Sydney               | Al-Ahly            | Sem vaga            | Sem convite    |
| 2006 | Barcelona         | Internacional     | América          | Jeonbuk Motors       | Auckland City        | Al-Ahly            | Sem vaga            | Sem convite    |
| 2007 | Milan             | Boca Juniors      | Pachuca          | Urawa Reds           | Waitakere United     | Etoile du Sahel    | Sepahan[d]          | Sem convite    |
| 2008 | Manchester United | LDU Quito         | Pachuca          | Gamba Osaka          | Waitakere United     | Al-Ahly            | Adelaide United[d]  | Sem convite    |
| 2009 | Barcelona         | Estudiantes       | Atlante          | Pohang Steelers      | Auckland City        | Mazembe            | Al-Ahli             | Sem convite    |
| 2010 | Internazionale    | Internacional     | Pachuca          | Seongnam Ilhwa       | Hekari United        | Mazembe            | Al-Wahda            | Sem convite    |
| 2011 | Barcelona         | Santos            | Monterrey        | Al-Sadd              | Auckland City        | Espérance de Tunis | Kashiwa Reysol      | Sem convite    |
| 2012 | Chelsea           | Corinthians       | Monterrey        | Ulsan Hyundai        | Auckland City        | Al-Ahly            | Sanfrecce Hiroshima | Sem convite    |
| 2013 | Bayern München    | Atlético Mineiro  | Monterrey        | Guangzhou Evergrande | Auckland City        | Al-Ahly            | Raja Casablanca     | Sem convite    |
| 2014 | Real Madrid       | San Lorenzo       | Cruz Azul        | Sydney Wanderers     | Auckland City        | ES Sétif           | Moghreb Tétouan     | Sem convite    |
| 2015 | Barcelona         | River Plate       | América          | Guangzhou Evergrande | Auckland City        | Mazembe            | Sanfrecce Hiroshima | Sem convite    |
| 2016 | Real Madrid       | Atlético Nacional | América          | Jeonbuk Motors       | Auckland City        | Mamelodi Sundowns  | Kashima Antlers     | Sem convite    |
| 2017 | Real Madrid       | Grêmio            | Pachuca          | Urawa Reds           | Auckland City        | Wydad Casablanca   | Al-Jazira           | Sem convite    |
| 2018 | Real Madrid       | River Plate       | Guadalajara      | Kashima Antlers      | Team Wellington      | Espérance de Tunis | Al-Ain              | Sem convite    |
| 2019 | Liverpool         | Flamengo          | Monterrey        | Al-Hilal             | Hienghène Sport      | Espérance de Tunis | Al-Sadd             | Sem convite    |
| 2020 | Bayern München    | Palmeiras         | Tigres UANL      | Ulsan Hyundai        | Sem representante[e] | Al-Ahly            | Al-Duhail           | Sem convite    |
| 2021 | Chelsea           | Palmeiras         | Monterrey        | Al-Hilal             | AS Pirae[f]          | Al-Ahly            | Al-Jazira           | Sem convite    |
| 2022 | Real Madrid       | Flamengo          | Seattle Sounders | Al-Hilal[g]          | Auckland City        | Wydad Casablanca   | Al-Ahly[h]          | Sem convite    |
| 2023 | Manchester City   | Fluminense        | León             | Urawa Reds           | Auckland City        | Al-Ahly            | Al-Ittihad          | Sem convite    |

- a. ^  Não era o atual campeão do seu continente (1999). Os campeões vigentes de América do Sul e Ásia, Palmeiras e Jubilo Iwata, respectivamente, foram designados para disputar a edição de 2001 do certame,[58] tendo o Palmeiras concordado com esta decisão.[59] Porém a edição de 2001 acabou sendo cancelada.[58]
- b. ^  Indicado pela CBF para o Mundial em junho de 1999, como o campeão brasileiro de 1998. A alegação foi de que não haveria como definir o campeão de 1999 a tempo de preparar o sorteio dos grupos. Porém, como também foi o campeão brasileiro de 1999, era o atual campeão.
- c. ^  Convidado indicado pela FIFA por ter sido campeão da Copa Europeia/Sul-Americana de 1998, não era o atual campeão desta competição.[60]
- d. ^  Como o campeão asiático foi um time japonês, para evitar a possibilidade de ocorrer uma final entre dois times de um mesmo país, o vice-campeão asiático foi posicionado no chaveamento na vaga do representante do país-sede.
- e. ^  O Auckland City, da Nova Zelândia, estava classificado como representante da OFC, mas em 15 de janeiro de 2021 a FIFA anunciou a desistência do clube na competição devido as medidas de quarentena exigidas pelas autoridades neozelandesas com relação a pandemia de COVID-19.[61]
- f. ^  O Auckland City foi nomeado como representante da OFC, mas em 31 de dezembro de 2021 anunciou sua desistência da competição devido pandemia de COVID-19, sendo substituído pelo AS Pirae, da Polinésia Francesa (Taiti).[62]
- g. ^  O Al-Hilal foi nomeado como representante da AFC em 23 de dezembro de 2022. Como a Liga dos Campeões da AFC de 2022 não havia sido finalizada a tempo, o clube saudita foi escolhido por ser o campeão da edição de 2021.[63]
- h. ^  Como o campeão africano foi um time marroquino, para evitar a possibilidade de ocorrer uma final entre dois times de um mesmo país, o vice-campeão africano foi posicionado no chaveamento na vaga do representante do país-sede. Coincidentemente, o Wydad Casablanca também foi o campeão marroquino daquele ano.

### Por país
Incluindo 2023
| País                           | Participações |
| ------------------------------ | ------------- |
| México                         | 18            |
| Brasil                         | 14            |
| Nova Zelândia                  | 14            |
| Espanha                        | 10            |
| Japão                          | 9             |
| Egito                          | 9             |
| Inglaterra                     | 7             |
| Coreia do Sul                  | 6             |
| Arábia Saudita                 | 6             |
| Argentina                      | 5             |
| Marrocos                       | 5             |
| Emirados Árabes Unidos         | 5             |
| Austrália                      | 5             |
| Tunísia                        | 4             |
| Catar                          | 3             |
| República Democrática do Congo | 3             |
| Alemanha                       | 2             |
| China                          | 2             |
| Itália                         | 2             |
| África do Sul                  | 1             |
| Argélia                        | 1             |
| Colômbia                       | 1             |
| Costa Rica                     | 1             |
| Equador                        | 1             |
| Estados Unidos                 | 1             |
| Irão                           | 1             |
| Nova Caledônia                 | 1             |
| Papua-Nova Guiné               | 1             |
| Polinésia Francesa             | 1             |

### Por clube
| Equipe                 | 2000 | 2005 | 2006 | 2007 | 2008 | 2009 | 2010 | 2011 | 2012 | 2013 | 2014 | 2015 | 2016 | 2017 | 2018 | 2019 | 2020 | 2021 | 2022 | 2023 | Part. |
| ---------------------- | ---- | ---- | ---- | ---- | ---- | ---- | ---- | ---- | ---- | ---- | ---- | ---- | ---- | ---- | ---- | ---- | ---- | ---- | ---- | ---- | ----- |
| Adelaide United        | —    | —    | —    | —    | 5º   | —    | —    | —    | —    | —    | —    | —    | —    | —    | —    | —    | —    | —    | —    | —    | 1     |
| Al-Ahli                | —    | —    | —    | —    | —    | 7º   | —    | —    | —    | —    | —    | —    | —    | —    | —    | —    | —    | —    | —    | —    | 1     |
| Al-Ahly                | —    | 6º   | 3º   | —    | 6º   | —    | —    | —    | 4º   | 6º   | —    | —    | —    | —    | —    | —    | 3º   | 3º   | 4º   | 3º   | 9     |
| Al-Ain                 | —    | —    | —    | —    | —    | —    | —    | —    | —    | —    | —    | —    | —    | —    | 2º   | —    | —    | —    | —    | —    | 1     |
| Al-Duhail              | —    | —    | —    | —    | —    | —    | —    | —    | —    | —    | —    | —    | —    | —    | —    | —    | 5º   | —    | —    | —    | 1     |
| Al-Hilal               | —    | —    | —    | —    | —    | —    | —    | —    | —    | —    | —    | —    | —    | —    | —    | 4º   | —    | 4º   | 2º   | —    | 3     |
| Al-Ittihad             | —    | 4º   | —    | —    | —    | —    | —    | —    | —    | —    | —    | —    | —    | —    | —    | —    | —    | —    | —    | 5º   | 2     |
| Al-Jazira              | —    | —    | —    | —    | —    | —    | —    | —    | —    | —    | —    | —    | —    | 4º   | —    | —    | —    | 6º   | —    | —    | 2     |
| Al-Nassr               | 6º   | —    | —    | —    | —    | —    | —    | —    | —    | —    | —    | —    | —    | —    | —    | —    | —    | —    | —    | —    | 1     |
| Al-Sadd                | —    | —    | —    | —    | —    | —    | —    | 3º   | —    | —    | —    | —    | —    | —    | —    | 6º   | —    | —    | —    | —    | 2     |
| Al-Wahda               | —    | —    | —    | —    | —    | —    | 6º   | —    | —    | —    | —    | —    | —    | —    | —    | —    | —    | —    | —    | —    | 1     |
| América                | —    | —    | 4º   | —    | —    | —    | —    | —    | —    | —    | —    | 5º   | 4º   | —    | —    | —    | —    | —    | —    | —    | 3     |
| AS Pirae               | —    | —    | —    | —    | —    | —    | —    | —    | —    | —    | —    | —    | —    | —    | —    | —    | —    | 7º   | —    | —    | 1     |
| Atlante                | —    | —    | —    | —    | —    | 4º   | —    | —    | —    | —    | —    | —    | —    | —    | —    | —    | —    | —    | —    | —    | 1     |
| Atlético Mineiro       | —    | —    | —    | —    | —    | —    | —    | —    | —    | 3º   | —    | —    | —    | —    | —    | —    | —    | —    | —    | —    | 1     |
| Atlético Nacional      | —    | —    | —    | —    | —    | —    | —    | —    | —    | —    | —    | —    | 3º   | —    | —    | —    | —    | —    | —    | —    | 1     |
| Auckland City          | —    | —    | 6º   | —    | —    | 5º   | —    | 7º   | 7º   | 7º   | 3º   | 7º   | 7º   | 7º   | —    | —    | D    | D    | 7º   | 7º   | 11    |
| Barcelona              | —    | —    | 2º   | —    | —    | 1º   | —    | 1º   | —    | —    | —    | 1º   | —    | —    | —    | —    | —    | —    | —    | —    | 4     |
| Bayern München         | —    | —    | —    | —    | —    | —    | —    | —    | —    | 1º   | —    | —    | —    | —    | —    | —    | 1º   | —    | —    | —    | 2     |
| Boca Juniors           | —    | —    | —    | 2º   | —    | —    | —    | —    | —    | —    | —    | —    | —    | —    | —    | —    | —    | —    | —    | —    | 1     |
| Chelsea                | —    | —    | —    | —    | —    | —    | —    | —    | 2º   | —    | —    | —    | —    | —    | —    | —    | —    | 1º   | —    | —    | 2     |
| Corinthians            | 1º   | —    | —    | —    | —    | —    | —    | —    | 1º   | —    | —    | —    | —    | —    | —    | —    | —    | —    | —    | —    | 2     |
| Cruz Azul              | —    | —    | —    | —    | —    | —    | —    | —    | —    | —    | 4º   | —    | —    | —    | —    | —    | —    | —    | —    | —    | 1     |
| Deportivo Saprissa     | —    | 3º   | —    | —    | —    | —    | —    | —    | —    | —    | —    | —    | —    | —    | —    | —    | —    | —    | —    | —    | 1     |
| Equipe                 | 2000 | 2005 | 2006 | 2007 | 2008 | 2009 | 2010 | 2011 | 2012 | 2013 | 2014 | 2015 | 2016 | 2017 | 2018 | 2019 | 2020 | 2021 | 2022 | 2023 | Part. |
| ES Sétif               | —    | —    | —    | —    | —    | —    | —    | —    | —    | —    | 5º   | —    | —    | —    | —    | —    | —    | —    | —    | —    | 1     |
| Espérance              | —    | —    | —    | —    | —    | —    | —    | 6º   | —    | —    | —    | —    | —    | —    | 5º   | 5º   | —    | —    | —    | —    | 3     |
| Estudiantes            | —    | —    | —    | —    | —    | 2º   | —    | —    | —    | —    | —    | —    | —    | —    | —    | —    | —    | —    | —    | —    | 1     |
| Étoile du Sahel        | —    | —    | —    | 4º   | —    | —    | —    | —    | —    | —    | —    | —    | —    | —    | —    | —    | —    | —    | —    | —    | 1     |
| Flamengo               | —    | —    | —    | —    | —    | —    | —    | —    | —    | —    | —    | —    | —    | —    | —    | 2º   | —    | —    | 3º   | —    | 2     |
| Fluminense             | —    | —    | —    | —    | —    | —    | —    | —    | —    | —    | —    | —    | —    | —    | —    | —    | —    | —    | —    | 2º   | 1     |
| Gamba Osaka            | —    | —    | —    | —    | 3º   | —    | —    | —    | —    | —    | —    | —    | —    | —    | —    | —    | —    | —    | —    | —    | 1     |
| Grêmio                 | —    | —    | —    | —    | —    | —    | —    | —    | —    | —    | —    | —    | —    | 2º   | —    | —    | —    | —    | —    | —    | 1     |
| Guadalajara            | —    | —    | —    | —    | —    | —    | —    | —    | —    | —    | —    | —    | —    | —    | 6º   | —    | —    | —    | —    | —    | 1     |
| Hekari United          | —    | —    | —    | —    | —    | —    | 7º   | —    | —    | —    | —    | —    | —    | —    | —    | —    | —    | —    | —    | —    | 1     |
| Hienghène Sport        | —    | —    | —    | —    | —    | —    | —    | —    | —    | —    | —    | —    | —    | —    | —    | 7º   | —    | —    | —    | —    | 1     |
| Internacional          | —    | —    | 1º   | —    | —    | —    | 3º   | —    | —    | —    | —    | —    | —    | —    | —    | —    | —    | —    | —    | —    | 2     |
| Internazionale         | —    | —    | —    | —    | —    | —    | 1º   | —    | —    | —    | —    | —    | —    | —    | —    | —    | —    | —    | —    | —    | 1     |
| Jeonbuk Hyundai Motors | —    | —    | 5º   | —    | —    | —    | —    | —    | —    | —    | —    | —    | 5º   | —    | —    | —    | —    | —    | —    | —    | 2     |
| Kashima Antlers        | —    | —    | —    | —    | —    | —    | —    | —    | —    | —    | —    | —    | 2º   | —    | 4º   | —    | —    | —    | —    | —    | 2     |
| Kashiwa Reysol         | —    | —    | —    | —    | —    | —    | —    | 4º   | —    | —    | —    | —    | —    | —    | —    | —    | —    | —    | —    | —    | 1     |
| LDU Quito              | —    | —    | —    | —    | 2º   | —    | —    | —    | —    | —    | —    | —    | —    | —    | —    | —    | —    | —    | —    | —    | 1     |
| León                   | —    | —    | —    | —    | —    | —    | —    | —    | —    | —    | —    | —    | —    | —    | —    | —    | —    | —    | —    | 5º   | 1     |
| Liverpool              | —    | 2º   | —    | —    | —    | —    | —    | —    | —    | —    | —    | —    | —    | —    | —    | 1º   | —    | —    | —    | —    | 2     |
| Mamelodi Sundowns      | —    | —    | —    | —    | —    | —    | —    | —    | —    | —    | —    | —    | 6º   | —    | —    | —    | —    | —    | —    | —    | 1     |
| Manchester City        | —    | —    | —    | —    | —    | —    | —    | —    | —    | —    | —    | —    | —    | —    | —    | —    | —    | —    | —    | 1º   | 1     |
| Manchester United      | 5º   | —    | —    | —    | 1º   | —    | —    | —    | —    | —    | —    | —    | —    | —    | —    | —    | —    | —    | —    | —    | 2     |
| Mazembe                | —    | —    | —    | —    | —    | 6º   | 2º   | —    | —    | —    | —    | 6º   | —    | —    | —    | —    | —    | —    | —    | —    | 3     |
| Milan                  | —    | —    | —    | 1º   | —    | —    | —    | —    | —    | —    | —    | —    | —    | —    | —    | —    | —    | —    | —    | —    | 1     |
| Moghreb Tétouan        | —    | —    | —    | —    | —    | —    | —    | —    | —    | —    | 7º   | —    | —    | —    | —    | —    | —    | —    | —    | —    | 1     |
| Equipe                 | 2000 | 2005 | 2006 | 2007 | 2008 | 2009 | 2010 | 2011 | 2012 | 2013 | 2014 | 2015 | 2016 | 2017 | 2018 | 2019 | 2020 | 2021 | 2022 | 2023 | Part. |
| Monterrey              | —    | —    | —    | —    | —    | —    | —    | 5º   | 3º   | 5º   | —    | —    | —    | —    | —    | 3º   | —    | 5º   | —    | —    | 5     |
| Necaxa                 | 3º   | —    | —    | —    | —    | —    | —    | —    | —    | —    | —    | —    | —    | —    | —    | —    | —    | —    | —    | —    | 1     |
| Pachuca                | —    | —    | —    | 6º   | 4º   | —    | 5º   | —    | —    | —    | —    | —    | —    | 3º   | —    | —    | —    | —    | —    | —    | 4     |
| Palmeiras              | —    | —    | —    | —    | —    | —    | —    | —    | —    | —    | —    | —    | —    | —    | —    | —    | 4º   | 2º   | —    | —    | 2     |
| Pohang Steelers        | —    | —    | —    | —    | —    | 3º   | —    | —    | —    | —    | —    | —    | —    | —    | —    | —    | —    | —    | —    | —    | 1     |
| Raja Casablanca        | 7º   | —    | —    | —    | —    | —    | —    | —    | —    | 2º   | —    | —    | —    | —    | —    | —    | —    | —    | —    | —    | 2     |
| Real Madrid            | 4º   | —    | —    | —    | —    | —    | —    | —    | —    | —    | 1º   | —    | 1º   | 1º   | 1º   | —    | —    | —    | 1º   | —    | 6     |
| River Plate            | —    | —    | —    | —    | —    | —    | —    | —    | —    | —    | —    | 2º   | —    | —    | 3º   | —    | —    | —    | —    | —    | 2     |
| San Lorenzo            | —    | —    | —    | —    | —    | —    | —    | —    | —    | —    | 2º   | —    | —    | —    | —    | —    | —    | —    | —    | —    | 1     |
| Sanfrecce Hiroshima    | —    | —    | —    | —    | —    | —    | —    | —    | 5º   | —    | —    | 3º   | —    | —    | —    | —    | —    | —    | —    | —    | 2     |
| Santos                 | —    | —    | —    | —    | —    | —    | —    | 2º   | —    | —    | —    | —    | —    | —    | —    | —    | —    | —    | —    | —    | 1     |
| São Paulo              | —    | 1º   | —    | —    | —    | —    | —    | —    | —    | —    | —    | —    | —    | —    | —    | —    | —    | —    | —    | —    | 1     |
| Seattle Sounders       | —    | —    | —    | —    | —    | —    | —    | —    | —    | —    | —    | —    | —    | —    | —    | —    | —    | —    | 5º   | —    | 1     |
| Seongnam               | —    | —    | —    | —    | —    | —    | 4º   | —    | —    | —    | —    | —    | —    | —    | —    | —    | —    | —    | —    | —    | 1     |
| Sepahan                | —    | —    | —    | 5º   | —    | —    | —    | —    | —    | —    | —    | —    | —    | —    | —    | —    | —    | —    | —    | —    | 1     |
| South Melbourne        | 8º   | —    | —    | —    | —    | —    | —    | —    | —    | —    | —    | —    | —    | —    | —    | —    | —    | —    | —    | —    | 1     |
| Sydney                 | —    | 5º   | —    | —    | —    | —    | —    | —    | —    | —    | —    | —    | —    | —    | —    | —    | —    | —    | —    | —    | 1     |
| Team Wellington        | —    | —    | —    | —    | —    | —    | —    | —    | —    | —    | —    | —    | —    | —    | 7º   | —    | —    | —    | —    | —    | 1     |
| Tigres UANL            | —    | —    | —    | —    | —    | —    | —    | —    | —    | —    | —    | —    | —    | —    | —    | —    | 2º   | —    | —    | —    | 1     |
| Ulsan Hyundai          | —    | —    | —    | —    | —    | —    | —    | —    | 6º   | —    | —    | —    | —    | —    | —    | —    | 6º   | —    | —    | —    | 2     |
| Urawa Red Diamonds     | —    | —    | —    | 3º   | —    | —    | —    | —    | —    | —    | —    | —    | —    | 5º   | —    | —    | —    | —    | —    | 4º   | 3     |
| Vasco da Gama          | 2º   | —    | —    | —    | —    | —    | —    | —    | —    | —    | —    | —    | —    | —    | —    | —    | —    | —    | —    | —    | 1     |
| Waitakere United       | —    | —    | —    | 7º   | 7º   | —    | —    | —    | —    | —    | —    | —    | —    | —    | —    | —    | —    | —    | —    | —    | 2     |
| Western Sydney         | —    | —    | —    | —    | —    | —    | —    | —    | —    | —    | 6º   | —    | —    | —    | —    | —    | —    | —    | —    | —    | 1     |
| Wydad Casablanca       | —    | —    | —    | —    | —    | —    | —    | —    | —    | —    | —    | —    | —    | 6º   | —    | —    | —    | —    | 5º   | —    | 2     |
| Equipe                 | 2000 | 2005 | 2006 | 2007 | 2008 | 2009 | 2010 | 2011 | 2012 | 2013 | 2014 | 2015 | 2016 | 2017 | 2018 | 2019 | 2020 | 2021 | 2022 | 2023 | Part. |

## Maiores goleadas
| Data                    | Cidade    | Equipe             | Placar | Equipe          |
| ----------------------- | --------- | ------------------ | ------ | --------------- |
| 6 de fevereiro de 2022  | Abu Dhabi | Al-Hilal           | 6–1    | Al-Jazira       |
| 17 de dezembro de 2019  | Doha      | Espérance de Tunis | 6–2    | Al-Sadd         |
| 18 de dezembro de 2013  | Marrakech | Monterrey          | 5–1    | Al-Ahly         |
| 14 de dezembro de 2006  | Yokohama  | Barcelona          | 4–0    | América         |
| 15 de dezembro de 2011  | Yokohama  | Barcelona          | 4–0    | Al-Sadd         |
| 18 de dezembro de 2011  | Yokohama  | Barcelona          | 4–0    | Santos          |
| 16 de dezembro de 2014  | Marrakech | Real Madrid        | 4–0    | Cruz Azul       |
| 22 de dezembro de 2018  | Abu Dhabi | River Plate        | 4–0    | Kashima Antlers |
| 12 de fevereiro de 2022 | Abu Dhabi | Al-Hilal           | 0–4    | Al-Ahly         |
| 22 de dezembro de 2023  | Jidá      | Manchester City    | 4–0    | Fluminense      |